# جراقاتسنر
جراقاتسنر (ارمنی: Ջրաղացներ؛ ترکی آذربایجانی: Dəmirçilər) یک منطقهٔ مسکونی در جمهوری آرتساخ است که در استان آسکران واقع شده‌است.